# Hubert Sumlin
Hubert Sumlin (Greenwood, 16 novembre 1931 – Wayne, 4 dicembre 2011) è stato un chitarrista e cantante statunitense, conosciuto principalmente per il suo lavoro, a partire dal 1955, come membro della band di Howlin' Wolf.
Incluso nella Lista dei 100 migliori chitarristi secondo Rolling Stone, in cui figura al quarantatreesimo posto, ha esercitato la sua influenza su molti artisti, fra cui Eric Clapton, Keith Richards, Robbie Robertson, Stevie Ray Vaughan, Jimmy Page e Jimi Hendrix.

## Biografia
Nato a Greenwood, Mississippi, Sumlin crebbe a Hughes, Arkansas. All'età di otto anni ricevette la sua prima chitarra. Da ragazzo Sumlin incontrò Howlin' Wolf presentandosi ad un suo concerto. Quando Howlin' Wolf si trasferì da Memphis a Chicago, il suo chitarrista Willie Johnson scelse di non seguirlo. Dopo il suo arrivo a Chicago, Wolf assunse dapprima il chitarrista locale Jody Williams e in seguito, nel 1954, invitò Sumlin a raggiungerlo a Chicago per suonare la seconda chitarra nella sua nuova band. Williams lasciò il gruppo nel 1955, rendendo Sumlin il chitarrista principale del gruppo di supporto di Howlin' Wolf, posizione che mantenne per tutta la rimanente carriera dell'armonicista, escludendo una breve permanenza di Sumlin nel gruppo di supporto di Muddy Waters nel 1956. Dopo la morte di Wolf, avvenuta nel 1976, Sumlin continuò a suonare coi musicisti che avevano accompagnato Howlin' Wolf nelle ultime esibizioni, sotto il nome di "The Wolf Pack" fino a circa il 1980.
Muore il 4 dicembre 2011 in un ospedale del comune di Wayne, New Jersey, a causa di un'aritmia cardiaca all'età di 80 anni. Mick Jagger e Keith Richards hanno insistentemente chiesto (e ottenuto) di pagare i costi dei funerali del musicista.

## Strumentazione
Hubert Sumlin usava spesso le Gibson Les Paul e un amplificatore Louis Electric Modello HS M12.

## Influenze
Gli artisti che hanno influenzato il modo di suonare di Hubert Sumlin sono principalmente, secondo quanto dichiarato dallo stesso artista, Muddy Waters, Charley Patton, Robert Lockwood, Jr. e Robert Johnson.

## Eredità artistica
La musica di Sumlin ha reso il blues del delta del Mississippi più accessibile a chitarristi elettrici come Clapton, Page, Richards e Jeff Beck, contribuendo quindi all'esplosione del blues britannico. Durante le loro carriere, questi musicisti hanno ripreso le canzoni di Sumlin ed imitato il suo stile: ad esempio, Clapton ha eseguito "Goin' Down Slow" da solista e "Spoonful" coi Cream; i Rolling Stones hanno suonato una loro versione di "Little Red Rooster"; Gli Yardbirds hanno proposto una loro "Smokestack Lightnin'" e i Led Zeppelin hanno rielaborato "Killing Floor" nella loro "The Lemon Song".

## Discografia solista
- Hubert's "American" Blues! (1969)
- Kings of Chicago Blues, Vol. 2 (1971)
- My Guitar & Me (1975)
- Groove (1976)
- Gamblin' Woman (1980)
- Hubert Sumlin's Blues Party (1987)
- Heart & Soul (1989)
- Healing Feeling (1990)
- Blues Anytime! (1994)
- Blues Guitar Boss (1994)
- I Know You (1998)
- Chicago Blues Session, Vol. 22 (1998)
- Wake up Call (1998)
- About Them Shoes (2004)